# سلاق امان خرلر
سلاق امان خرلر ، روستایی است از توابع بخش مرکزی شهرستان گنبد کاووس در استان گلستان ایران.

## جمعیت
این روستا در دهستان باغلی ماراما قرار داشته و براساس سرشماری سال ۱۳۸۵جمعیت آن ۷۴۵نفر (۱۶۶خانوار) بوده است.